# Robert Jackson Emerson
Robert Jackson Emerson (* 21. Juni 1878 in Rothley, Leicestershire; † 7. Dezember 1944 in Wolverhampton) war ein britischer Bildhauer, Maler und Medailleur.

## Leben und Wirken
Robert Jackson Emerson war das älteste von zwölf Kindern des Schuhmachers John Edward Emerson und dessen Frau Fanny geb. Bunney. Er besuchte die Schule bis 1893, begann dann eine Schuhmacherlehre und besuchte gleichzeitig Abendkurse an der School of Arts and Crafts in Leicester. 1901 erlangte er eine Kunstlehrerlizenz und lehrte in Teilzeit.
Von 1901 bis 1906 erlangte er bei lokalen Kunstwettbewerben in South Kensington mehrere Anerkennungen, Medaillen und Buchpreise für Design, Modellierung und Aktzeichnen. 1902 erhielt er den King’s Prize und konnte für einen Monat in Rouen und Paris Metallkunst und Modellierung studieren. Ab 1906 arbeitete er in dem Metallkunstunternehmen Collins and Company in Leicester, das dekorative Metallarbeiten wie Schmuck, Beschläge und Gussplatten für Kirchen herstellte. Erste Arbeiten von Emerson wurden in der Grafton Gallery im Londoner Stadtteil Mayfair ausgestellt.
1910 wurde er als Lehrer an die Municipal School of Art in Wolverhampton berufen. Ziel der Arbeit an der Schule war es, den Schülern Techniken und Fähigkeiten im Zeichnen, Modellieren, in der Metallverarbeitung und bei der Verarbeitung von Stein und Leder beizubringen, um zum Nutzen für die lokale Industrie in handwerklichen Branchen tätig zu werden. Ein kleiner Teil der Studenten sollte als professioneller Künstler ausgebildet werden; zu ihnen gehörten sein bekanntester Schüler Charles Wheeler sowie Atri Brown, Thomas Bayliss Huxley-Jones, Geoffrey Hampton Deeley und Albert Pountney.
Im Jahr 1920 gründete Emerson in Wolverhampton ein Studio mit Unterstützung von Norvall Graham, dem Herausgeber der lokalen Tageszeitung Express & Star, den er als „very best friend“ bezeichnete. Er ermöglichte ihm auch größere Auftragsarbeiten für die Stadt. Ab 1937 lehrte er zusätzlich an der British School at Rome in London. 1942 beendete er seine Lehrtätigkeit. Er arbeitete trotz schwerer Krankheit bis zu seinem Tod im Jahr 1944 weiter an Skulpturen.
Emerson war ab 1913 Mitglied der Royal Birmingham Society of Artists (RBSA) und ab 1938 Fellow der Royal British Society of Sculptors (FRBS). Er war kein Mitglied der Royal Academy, stellte aber dort aus.
Robert Jackson Emerson verstarb am 7. Dezember 1944 und wurde auf dem Saint Philip’s Churchyard in Wolverhampton beerdigt. Er war ab 1898 mit Annie geb. Brewin (1875–1969) verheiratet und hatte eine Tochter Louisa Ann (1898–1969) und einen Sohn William Ralph (1900–??). Wie Charles Wheeler 1945 anlässlich der Eröffnung einer Ausstellung in der Wolverhampton Art Gallery mitteilte, schlug Winston Churchill dem britischen König Georg VI. vor, der Witwe eine Pension zu zahlen.

## Werke
Bildhauerei

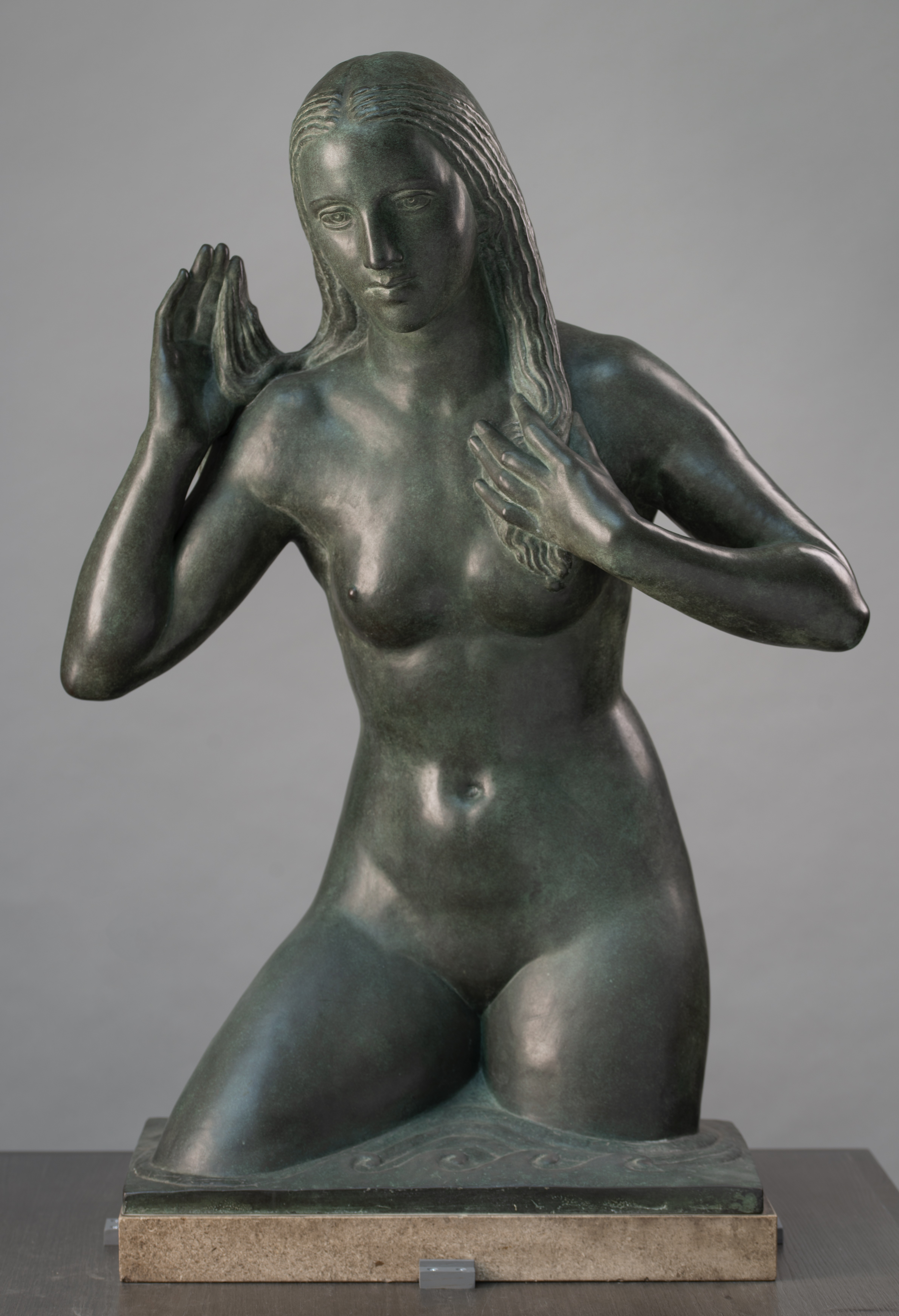
Nausicaa (1932), Aberdeen Archives

- 1917–1919: Morris Harris Memorial in Wolverhampton[9]
- 1918: John Henry Carless Memorial in Walsall[9]
- 1920/1921: Memorial to the 34th Division, zwei Abgüsse in Ovillers-la-Boisselle, Frankreich und am Mont Noir in Belgien in der Nähe von Bailleul (Nord)[10]
- 1923: War Memorial for Butler’s Brewery in Wolverhampton[10]
- 1930–1935: Mary Gibson[11] (Mary Gwenllian Gibson (1888–1966) war eine Künstlerin und enge Freundin von Emerson, die ihn bis zu seinem Totenbett begleitete.[12][13] Sie ist ebenfalls auf dem Saint Philip’s Churchyard beerdigt.)
- 1932/1934: Mercury, Fries am Gebäude der Zeitung Express & Star, Wolverhampton[3]
- 1940: The Young Aviator (Mother and Child)[2]
- Self Portrait, Bronzebüste[14]

Malerei
- Life Study[15]
- Sasso di Bordighera[15]
- Mary Gibson (1888–1966)[15]
- The Reverend John Hall How (1871–1938), MA, 1943[15]
- Landscape in Wales[16]
- Self Portrait[17]
- Portrait Profile Study[18]
- Elms at Trysull[19]